# Campionat del Món d'atletisme de 2009 - Marató masculina
La marató masculina al Campionat del Món d'atletisme de 2009 va tenir lloc pels carrers de Berlín, Alemanya, el dia 22 d'agost.

## Medallistes
| Or                 | Argent                             | Bronze                  |
| Abel Kirui · Kenya | Emmanuel Kipchirchir Mutai · Kenya | Tsegay Kebede · Etiòpia |

## Rècords
| Rècord del Món         | Haile Gebrselassie (ETH)  | 2:03:59 | Berlín, Alemanya         | 28 de setembre de 2008 |
| Rècord del Campionat   | Jaouad Gharib (MAR)       | 2:08:31 | París, França            | 30 d'agost de 2003     |
| Marca mundial de l'any | Duncan Kibet Kirong (KEN) | 2:04:27 | Rotterdam, Països Baixos | 5 d'abril de 2009      |
| Rècord d'Àfrica        | Haile Gebrselassie (ETH)  | 2:03:59 | Berlín, Alemanya         | 28 de setembre de 2008 |
| Rècord d'Àsia          | Toshinari Takaoka (JPN)   | 2:06:16 | Chicago, Estats Units    | 13 d'octubre de 2002   |
| Rècord de Nord-amèrica | Khalid Khannouchi (USA)   | 2:05:38 | Londres, Regne Unit      | 14 d'abril de 2002     |
| Rècord de Sud-amèrica  | Ronaldo da Costa (BRA)    | 2:06:05 | Berlín, Alemanya         | 20 de setembre de 1998 |
| Rècord d'Europa        | António Pinto (POR)       | 2:06:36 | Londres, Regne Unit      | 16 d'abril de 2000     |
| Rècord d'Oceania       | Robert de Castella (AUS)  | 2:07:51 | Boston, Estats Units     | 21 d'abril de 1986     |

Els següents rècords van ser batuts durant la competició:
| Data       | Prova | Atleta           | Temps   | CR |
| ---------- | ----- | ---------------- | ------- | -- |
| 22 d'agost | Final | Abel Kirui (KEN) | 2:06:54 | CR |

## Mínimes per classificar-se
| Mínima  |
| ------- |
| 2:18:00 |

## Programa
| Data               | Hora  | Ronda |
| ------------------ | ----- | ----- |
| 22 d'agost de 2009 | 11:45 | Final |

## Resultats
| Pos.              | Atleta                     | Nacionalitat    | Temps   | Notes |
| ----------------- | -------------------------- | --------------- | ------- | ----- |
| Medalla d'or      | Abel Kirui                 | Kenya           | 2:06:54 | CR    |
| Medalla de plata  | Emmanuel Kipchirchir Mutai | Kenya           | 2:07:48 |       |
| Medalla de bronze | Tsegay Kebede              | Etiòpia         | 2:08:35 |       |
| 4                 | Yemane Tsegay              | Etiòpia         | 2:08:42 |       |
| 5                 | Robert Kipkoech Cheruiyot  | Kenya           | 2:10:46 | SB    |
| 6                 | Atsushi Sato               | Japó            | 2:12:05 |       |
| 7                 | Adil Ennani                | Marroc          | 2:12:12 |       |
| 8                 | José Manuel Martínez       | Espanya         | 2:14:04 | SB    |
| 9                 | José Moreira               | Portugal        | 2:14:05 | PB    |
| 10                | Luís Feiteira              | Portugal        | 2:14:06 |       |
| 11                | Masaya Shimizu             | Japó            | 2:14:06 |       |
| 12                | Norman Dlomo               | Sud-àfrica      | 2:14:39 | SB    |
| 13                | Fernando Silva             | Portugal        | 2:14:48 |       |
| 14                | Satoshi Irifune            | Japó            | 2:14:54 | SB    |
| 15                | Dejene Yirdaw              | Etiòpia         | 2:15:09 |       |
| 16                | Marilson dos Santos        | Brasil          | 2:15:13 | SB    |
| 17                | Johannes Kekana            | Sud-àfrica      | 2:15:28 | SB    |
| 18                | André Pollmächer           | Alemanya        | 2:15:36 |       |
| 19                | Adriano Bastos             | Brasil          | 2:15:39 | PB    |
| 20                | Oleg Kulkov                | Rússia          | 2:15:40 |       |
| 21                | Martin Dent                | Austràlia       | 2:16:05 |       |
| 22                | Coolboy Ngamole            | Sud-àfrica      | 2:16:20 | SB    |
| 23                | José de Souza              | Brasil          | 2:16:40 |       |
| 24                | Daniel Browne              | Estats Units    | 2:16:49 | SB    |
| 25                | Reid Coolsaet              | Canadà          | 2:16:53 | PB    |
| 26                | Rachid Kisri               | Marroc          | 2:17:01 |       |
| 27                | Iuri Abràmov               | Rússia          | 2:17:04 |       |
| 28                | Phaustin Baha Sulle        | Tanzània        | 2:17:11 |       |
| 29                | Ser-Od Bat-Ochir           | Mongòlia        | 2:17:22 | SB    |
| 30                | Andrew Letherby            | Austràlia       | 2:17:29 | SB    |
| 31                | Daniel Kipkorir Chepyegon  | Uganda          | 2:17:47 | SB    |
| 32                | Simon Munyutu              | França          | 2:17:53 | SB    |
| 33                | Dylan Wykes                | Canadà          | 2:18:00 | SB    |
| 34                | Martin Beckmann            | Alemanya        | 2:18:08 |       |
| 35                | George Majaji              | Zimbàbue        | 2:18:37 | SB    |
| 36                | Matt Gabrielson            | Estats Units    | 2:18:41 | SB    |
| 37                | Alejandro Suárez           | Mèxic           | 2:18:55 |       |
| 38                | Chang Chia-Che             | Rep. de la Xina | 2:19:32 | SB    |
| 39                | Kazuhiro Maeda             | Japó            | 2:19:59 |       |
| 40                | Khalid Kamal Yaseen        | Bahrain         | 2:20:11 |       |
| 41                | James Kibocha Theuri       | França          | 2:20:24 |       |
| 42                | Roman Kejžar               | Eslovènia       | 2:20:25 | SB    |
| 43                | Pak Song-Chol              | Corea del Nord  | 2:21:12 |       |
| 44                | Driss El Himer             | França          | 2:21:19 |       |
| 45                | Mikhail Lemaev             | Rússia          | 2:21:47 |       |
| 46                | Lee Myong-Seung            | Corea del Sud   | 2:21:54 | SB    |
| 47                | Mark Tucker                | Austràlia       | 2:21:57 | SB    |
| 48                | José Amado García          | Guatemala       | 2:22:00 | SB    |
| 49                | Carlos Cordero             | Mèxic           | 2:22:16 |       |
| 50                | Falk Cierpinski            | Alemanya        | 2:22:36 |       |
| 51                | Hyon U Ri                  | Corea del Nord  | 2:22:48 |       |
| 52                | Costantino León            | Perú            | 2:23:34 | SB    |
| 53                | Andrew Smith               | Canadà          | 2:24:48 |       |
| 54                | Samir Baala                | França          | 2:25:12 |       |
| 55                | Juan Gualberto Vargas      | Mèxic           | 2:25:26 |       |
| 56                | Giitah Macharia            | Canadà          | 2:25:40 | SB    |
| 57                | Getuli Bayo                | Tanzània        | 2:25:52 | SB    |
| 58                | Scott Westcott             | Austràlia       | 2:26:02 |       |
| 59                | Nelson Cruz                | Cap Verd        | 2:27:16 | SB    |
| 60                | Andrea Silvini             | Tanzània        | 2:28:48 |       |
| 61                | Arata Fujiwara             | Japó            | 2:31:06 | SB    |
| 62                | Valery Pisarev             | Kirguizstan     | 2:31:32 | SB    |
| 63                | Nate Jenkins               | Estats Units    | 2:32:16 | SB    |
| 64                | Wodage Zvadya              | Israel          | 2:34:58 |       |
| 65                | Lee Myong-Ki               | Corea del Sud   | 2:35:12 |       |
| 66                | Tobias Sauter              | Alemanya        | 2:35:43 |       |
| 67                | Pedro Nimo                 | Espanya         | 2:36:39 |       |
| 68                | Tesfayohannes Mesfin       | Eritrea         | 2:39:51 |       |
| 69                | Yook Geuntae               | Corea del Sud   | 2:40:47 |       |
| 70                | Sangay Wangchuk            | Bhutan          | 2:47:55 | NR    |
|                   | Stephen Loruo Kamar        | Bahrain         |         | DNF   |
|                   | Franklin Tenorio           | Equador         |         | DNF   |
|                   | Yared Asmerom              | Eritrea         |         | DNF   |
|                   | Yonas Kifle                | Eritrea         |         | DNF   |
|                   | Rafael Iglesias            | Espanya         |         | DNF   |
|                   | Deressa Chimsa             | Etiòpia         |         | DNF   |
|                   | Deriba Merga               | Etiòpia         |         | DNF   |
|                   | Loïc Letellier             | França          |         | DNF   |
|                   | Benjamin Kolum Kiptoo      | Kenya           |         | DNF   |
|                   | Ji Youngjun                | Corea del Sud   |         | DNF   |
|                   | Sechaba Bohosi             | Lesotho         |         | DNF   |
|                   | Abderrahim Goumri          | Marroc          |         | DNF   |
|                   | Reinhold Ndalikokule Iita  | Namíbia         |         | DNF   |
|                   | Michael Aish               | Nova Zelanda    |         | DNF   |
|                   | Mubarak Hassan Shami       | Qatar           |         | DNF   |
|                   | Dieudonné Disi             | Ruanda          |         | DNF   |
|                   | Lucian Disdery Hombo       | Tanzània        |         | DNF   |
|                   | Christopher Isengwe        | Tanzània        |         | DNF   |
|                   | Nicholas Kiprono           | Uganda          |         | DNF   |
|                   | Amos Masai                 | Uganda          |         | DNF   |
|                   | Justin Young               | Estats Units    |         | DNF   |
|                   | Ruggero Pertile            | Itàlia          |         | DNS   |
|                   | Kensuke Takahashi          | Japó            |         | DNS   |
|                   | Daniel Rono                | Kenya           |         | DNS   |
|                   | Hwang Junhyeon             | Corea del Sud   |         | DNS   |
|                   | Ali Mabrouk El Zaidi       | Líbia           |         | DNS   |
|                   | Jaouad Gharib              | Marroc          |         | DNS   |
|                   | Edwardo Torres             | Estats Units    |         | DNS   |

Clau: CR = Rècord del Campionat, DNF = No va acabar, DNS = No va començar, NR = Rècord nacional, PB = Millor marca personal, SB = Millor marca personal de la temporada

### Intermedis
| Intermedi    | Atleta                     | Nacionalitat | Temps   |
| ------------ | -------------------------- | ------------ | ------- |
| 5 km         | Robert Kipkoech Cheruiyot  | Kenya        | 15:09   |
| 10 km        | Deriba Merga               | Etiòpia      | 30:08   |
| 15 km        | Deriba Merga               | Etiòpia      | 44:57   |
| 20 km        | Emmanuel Kipchirchir Mutai | Kenya        | 59:42   |
| Mitja marató | Tsegay Kebede              | Etiòpia      | 1:03:03 |
| 25 km        | Robert Kipkoech Cheruiyot  | Kenya        | 1:14:38 |
| 30 km        | Abel Kirui                 | Kenya        | 1:29:43 |
| 35 km        | Abel Kirui                 | Kenya        | 1:44:56 |
| 40 km        | Abel Kirui                 | Kenya        | 2:00:10 |